# Steve Bucknall
Stevenson Lee „Steve“ Bucknall (* 17. März 1966 in London) ist ein britischer Basketballtrainer und ehemaliger -spieler. Nach seinem Studium in den Vereinigten Staaten spielte Bucknall zunächst für eine Spielzeit in der am höchsten dotierten US-Profiliga NBA, bevor er seine Karriere in Europa fortsetzte. Neben Vereinen in seiner britischen Heimat spielte er in Deutschland, Frankreich, Italien und insbesondere für Iraklis und Aris im griechischen Thessaloniki. Zum Abschluss seiner Karriere gewann er mit der englischen Nationalmannschaft bei den Commonwealth Games 2006 eine Bronzemedaille und wurde anschließend Trainer der Capital aus seiner Heimatstadt London in der British Basketball League (BBL). Seit 2010 arbeitet er für den englischen Verband als Trainer der männlichen U18-Jugendauswahl.

## Karriere
In seiner Jugend spielte er für die Jugendmannschaften von Crystal Palace und absolvierte erste Einsätze in der Herrenmannschaft. 1984 ging er dann in die Vereinigten Staaten und absolvierte ein Vorbereitungsjahr an der „Governor Dummer Academy“ (mittlerweile bekannt als The Governor’s Academy) in Byfield im Essex County (Massachusetts). Anschließend wechselte er an die University of North Carolina at Chapel Hill. Dort wurde er von Dean Smith trainiert, einem legendären Basketballtrainer und Mitglied sowohl der Naismith Memorial Basketball Hall of Fame als auch der FIBA Hall of Fame, der das Hochschulteam Tar Heels zu einer der renommiertesten College-Mannschaften des Landes gemacht hatte. Bucknall selbst spielte bei den Tar Heels zusammen mit dem späteren NBA All-Star Brad Daugherty und den späteren NBA-Champions Kenny Smith und Rick Fox. Die Tar Heels erreichten in seiner Spielzeit immer mindestens das Achtelfinale Sweet Sixteen der NCAA Division I Basketball Championship, zweimal auch das Viertelfinale Elite Eight, verpassten aber Ende der 1980er eine weitere Final-Four-Teilnahme. Bucknall selbst wurde in seinem Abschlussjahr als Senior immerhin in das „2nd Team“ der Atlantic Coast Conference gewählt, was den zehn besten Spielern dieser Conference entspricht. Trotzdem wurde Bucknall in der folgenden NBA-Draft 1989 nicht ausgewählt. In der Sommerpause konnte er jedoch die Verantwortlichen des NBA-Vizemeisters Los Angeles Lakers überzeugen, ihm einen Vertrag zu geben. Im Anschluss absolvierte er 18 Spiele mit gut vier Minuten Einsatzzeit pro Spiel für die Lakers in der Saison 1989/90, bevor er im März 1990 noch vor Saisonende aus seinem Vertrag entlassen wurde.
Für die Spielzeit 1990/91 kehrte Bucknall zunächst in seine britische Heimat zurück und spielte in Sunderland in der 1987 gegründeten British Basketball League, wo er mit seiner Mannschaft den Pokalwettbewerb der Liga gewann. Im Sommer 1991 versucht er über die Sommerliga United States Basketball League, in der er mit den Miami Tropics das Finalspiel dieser Liga verlor, sich erneut in den USA für einen Vertrag in der NBA zu empfehlen. Als dies nicht gelang, spielte er in der Saison 1991/92 in der deutschen Basketball-Bundesliga für BG Stuttgart/Ludwigsburg. Der schwäbische Verein gewann die Südgruppe der ersten Liga, verlor aber in den Halbfinal-Play-offs um die deutsche Meisterschaft gegen Alba Berlin. Für die folgende Spielzeit wechselte Bucknall zum französischen Rekordmeister ASVEL aus Villeurbanne. ASVEL hatte seinen letzten Titel schon 1981 gewonnen und auch 1993 schied man im Play-off-Achtelfinale früh aus dem Rennen um den Meistertitel aus. Für die folgende Saison wurde er durch den Ligakonkurrenten aus Le Mans verpflichtet, einem weiteren Altmeister. Dieser hatte sich zuvor eine professionelle Organisation gegeben und in „Le Mans Sarthe Basket“ (MSB) umbenannt, war aber damit in seiner ersten Spielzeit wenig erfolgreich und belegte nur den vorletzten Tabellenplatz.
1994 kehrte Bucknall in die British Basketball League (BBL) zurück und spielte für die Thames Valley Tigers in Bracknell in der Nähe seiner Geburtsstadt London. Mit dieser Mannschaft gewann er die sogenannte „BBL Trophy“, einem separat ausgespielten Wettbewerb der BBL mit regionalen Gruppenspielen in der Vorrunde. Für die darauffolgende Spielzeit 1995/96 kehrte er heim nach London und spielte für die Towers, mit der er den Cup und die Trophy gewann sowie die beste Bilanz aller Mannschaften in der regulären Saison hatte. Allein die Play-offs wurden am Ende durch die Birmingham Bullets um den Liga-MVP Tony Dorsey gewonnen. Durch die Bosman-Entscheidung wurde Bucknall wieder für andere europäische Vereine interessant, da er als Brite im Unterschied zu US-Amerikanern keinen „Ausländerplatz“ mehr belegte. 1996 wechselte er daraufhin zum griechischen Pokalfinalisten Iraklis in die A1 Ethniki. Dieser verlor während der Saison Jurij Zdovc, erreichte aber noch das Halbfinale im Europapokal der Pokalsieger. In der Meisterschaft war man wenig erfolgreich und verpasste die Play-offs um die Meisterschaft wie auch im darauffolgenden Jahr. Für die Saison 1998/99 wechselte Bucknall daraufhin in die zweite italienische Liga, wo er zunächst für den Verein aus Fabriano spielte, bevor er Ende Januar 1999 vom Erstligisten aus Reggio nell’Emilia verpflichtet wurde. Während Fabriano am Ende der Spielzeit aus der zweiten Liga abstieg, erreichte Bucknalls Verein aus der Emilia-Romagna die Play-offs um die italienische Meisterschaft, in denen man in der ersten Runde gegen eine schlechter platzierte Mannschaft ausschied.
1999 kehrte Bucknall erneut in die BBL zurück und spielte wieder bei den London Towers, die zuvor die Play-offs der BBL gewonnen hatte. Während man die BBL Trophy gewann, schied man in den Play-off im Halbfinale aus. Für die neu geschaffene EuroLeague 2000/01 bekam man einen Startplatz, war dort aber chancenlos und schied nach nur einem Sieg in zehn Spielen der Vorrunde aus. Auch in der Meisterschaft verlor man erneut das Halbfinale, diesmal gegen den späteren Meister Leicester Riders. Anschließend kehrte Bucknall im Alter von bereits 35 Jahren erneut nach Thessaloniki zurück und spielte in der Saison 2001/02 für den Lokalrivalen Aris. Während sein englischer Nationalmannschaftskollege Andrew Betts mit AEK die Meisterschaft gewann, erreichte Aris nicht die Play-offs. Nach einer Saison kehrte er 2002 zunächst in die BBL zurück, wo er für die Birmingham Bullets spielte, bevor er während der Saison wieder nach Thessaloniki zurückkehrte und diesmal wieder für Iraklis spielte. Iraklis verpasste am Ende der Saison wegen des schlechteren direkten Vergleichs knapp die Play-offs um die Meisterschaft. In der darauffolgenden Spielzeit 2003/04 erreichte man die Play-offs und konnte hier die kleine Finalserie um den dritten Platz gewinnen.
Mit 38 Jahren spielte Bucknall in der Spielzeit 2004/05 eine weitere Spielzeit in der zweiten französischen Liga LNB Pro B zusammen mit dem noch vier Jahre älteren französischen Alt-Internationalen Stéphane Ostrowski. Man erreichte jedoch nur den drittletzten Tabellenplatz. Mit 39 Jahren kehrte Bucknall dann in die BBL zurück und agierte jetzt gleichzeitig auch als Trainerassistent für die Leicester Riders in der Spielzeit 2005/06. Die Newcastle Eagles, die aus den Thames Valley Tigers hervorgegangen waren, dominierten mit dem britischen Nationalspieler Andrew Sullivan die BBL in dieser Spielzeit und gewann alle Titel, darunter auch die Trophy im Finale gegen die Leicester Riders. Anschließend beendete Bucknall zunächst seine aktive Karriere, nachdem er mit der englischen Nationalmannschaft bei der erstmaligen Austragung eines Basketballwettbewerbs im Rahmen der Commonwealth Games bei den Spielen 2006 in Melbourne eine Bronzemedaille gewonnen hatte. Nachdem zuvor bereits die London Towers aus finanziellen Gründen den Spielbetrieb einstellen mussten, quittierte auch der Nachfolgeverein London United 2007 den Spielbetrieb. Für die Spielzeit 2007/08 wurden daher die London Capital in die BBL aufgenommen und Bucknall als ihr Trainer verpflichtet. In ihrer Debütsaison verpassten die Capital knapp die Play-offs der BBL und Bucknall ging anschließend zum englischen Verband, wo er seit 2010 als Trainer der männlichen U18-Jugendauswahl Englands arbeitet.